# Viaduc de la Jonction
Le viaduc de la Jonction (le plus souvent appelé pont de la Jonction) est un viaduc ferroviaire et piéton situé dans le canton de Genève (Suisse).

## Localisation
Le viaduc de la Jonction est le huitième pont le plus en amont du Rhône après sa sortie du lac Léman. Il est situé directement après la réunion du Rhône et de l'Arve et relie le quartier de Saint-Jean sur la rive droite et le Bois de la Bâtie sur la rive gauche. Il tire son nom du quartier qu'il surplombe : La Jonction.

## Histoire

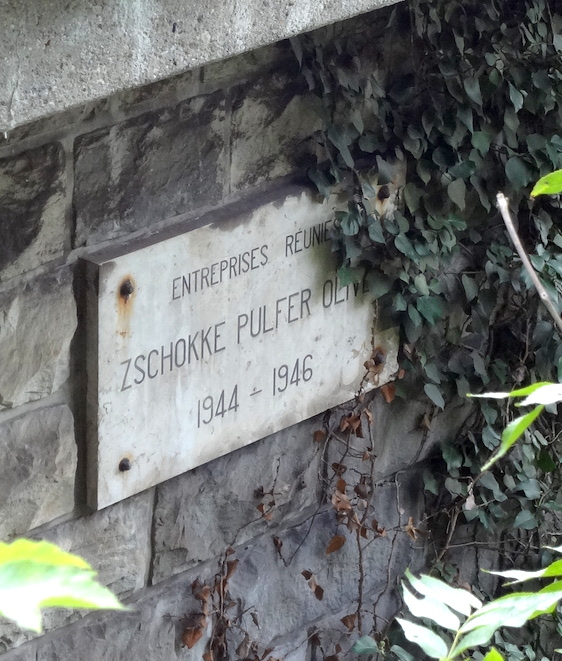
Plaque des constructeurs.

Le pont est construit entre 1941 et 1945 pour permettre à la voie de chemin de fer de poursuivre sa route depuis la gare Cornavin jusqu'aux ports-francs des Acacias et à la gare de triage de La Praille. C'est pour cette raison qu'il était également anciennement appelé « pont du raccordement ». Il est l'un des éléments clé du projet du CEVA, liaison ferroviaire urbaine devant relier la Suisse et la France.
Actuellement, il fait partie du réseau Léman Express.